# Emperador Kōmei
L'emperador Kōmei (孝明 天皇 Kōmei-tennō) (22 de juliol de 1831 - 30 de gener de 1867) va ser el 121è emperador del Japó, segons l'ordre tradicional de successió. Va regnar del 10 de març de 1846 al 30 de gener de 1867. El seu nom propi era Osahito (统 仁) i el seu títol era Hiro no miya (熙 宫).

## Genealogia
L'emperador Kōmei era el quart fill de l'emperador Ninkō. La seva esposa va ser Kujō Asako (九 条 夙 子), posteriorment titulada Eishō Kōtaigō (英 照 皇太后). L'emperador Meiji va ser el seu segon fill. Kōmei va tenir 6 fills, quatre filles i dos fills, però el futur emperador Meiji va ser l'únic a sobreviure més enllà de l'edat de quatre anys. La mare del príncep Mutsuhito, Nakayama Yoshiko, era Nakayama Tadayasu, una concubina del seu pare, l'Emperador Kōmei, i era filla del conseller major en funcions.

## Eres del seu regnat
A més, l'emperador Kōmei va ser l'últim emperador japonès que va tenir múltiples noms d'era (nengō) durant un sol període de govern. Començant amb el seu successor Meiji, un sol nom de l'era (idèntic al títol oficial de l'emperador) era escollit i no canviaria fins a la seva mort.
- Kōka (弘化) (1844 - 1848)
- Kaei (嘉永) (1848 - 1854)
- Ansei (安政) (1854 - 1860)

El juliol de 1853 el comodor Matthew Perry amb una flota de vaixells de guerra enviada pel president dels Estats Units Millard Fillmore va arribar al port d'Edo per forçar l'obertura de ports japonesos al comerç americà, mitjançant l'ús de la força si fos necessari, Per primera vegada en almenys 250 anys, el shogunat va fer el pas molt inusual de consultar amb la Cort Imperial a causa de la crisi provocada per l'arribada de Perry. Els oficials de l'emperador Kōmei van aconsellar que creien que haurien d'acceptar el comerç amb els nord-americans i van demanar que se'ls informés amb antelació de qualsevol mesura a prendre al retorn de Perry. El govern japonès va decidir que el seu exèrcit no era rival per a l'exèrcit nord-americà i, per tant, va permetre el comerç i es va sotmetre al que va anomenar els Tractats desiguals, que significaven renunciar a l'autoritat aranzelària i al dret de jutjar els estrangers als seus propis tribunals. La voluntat del shogunat de consultar amb la Cort va ser de curta durada doncs l'any 1858 va arribar el Tractat d'amistat i comerç entre el Japó i els Estats Units amb una carta que deia que per falta de temps no s'havia pogut consultar. L'emperador Kōmei estava tan indignat que va amenaçar amb abdicar, encara que fins i tot aquesta acció hauria requerit el consentiment del shōgun.
A principis de la dècada de 1860, el shogunat estava sota diverses amenaces. Els representants de les potències estrangeres van intentar augmentar la seva influència al Japó. Molts daimyōs estaven cada cop més insatisfets amb la gestió dels afers exteriors del bakufu. Un gran nombre de joves samurais, coneguts com shishi o "homes de gran propòsit", van començar a reunir-se i parlar contra el shogunat. Els shishi veneraven l'Emperador Kōmei i promulgaven l'acció violenta directa per curar els mals de la societat. Si bé inicialment desitjaven la mort o l'expulsió de tots els estrangers, els shishi després començarien a defensar la modernització del país. El bakufu va promulgar diverses mesures per apaivagar els diferents grups en un esforç per crear una falca entre els shishi i els daimyōs.
- Man'en (万延) (1860 - 1861)
- Bunkyū (文久) (1861 - 1864)

Els shishi, que tenien influència sobre l'emperador Kōmei, en 1863 el van convèncer per emetre una "Ordre d'expulsió dels bàrbars". L'Ordre va situar el shogunat en una posició difícil, es produir atacs contra estrangers o els seus vaixells, i forces estrangeres i en represàlia les forces de Bakufu van poder expulsar la major part dels shishi de Kyoto, el seu intent de tornar el 1864 va ser rebutjat. No obstant això, els disturbis van continuar a tot el Japó.
- Genji (元治) (1864 - 1865)
- Keiō (慶応) (1865 - 1868)